# Antonov An-180
Antonov An-180 je predlagano ukrajinsko širokotrupno propfan potniško letalo biroja Antonov. Letalo bi poganjali Ivčenko Progress D-27 PropFan motorji, kombinacija propelerja in ventilatorja (fan-a). Nobeno letalo ni bilo zgrajeno, kljub temu, da je Antonov končal dizajn leta 1994.
An-180 bi bil konvencionalne konfiguracije z nizkim krilom s konvencionalnim repom. Posebnost bi bila namestitev motorjev na repni horizontalni stabilizator. Vsak propfan bi imel dva nasproti vrteča propelerja.
Planirali so zgraditi več različic, manjšo varianto z 150-156 potniki, večjo z 200 potniki, kombinacijo potniškega in tovornega letala in povsem tovorno letalo.

## Tehnične specifikacije
- Posadka: 2 ali 3
- Kapaciteta: 163 potnikov
- Dolžina: 40,9 m (134 ft 2 in)
- Razpon kril: 35,83 m (117 ft 7 in)
- Višina: 11,148 m (36 ft 7 in)
- Maks. vzletna teža: 67,500 kg (148,812 lb)
- Motorji: 2 × Ivčenko Progress D-27 propfan, 10 305 kW (13 819 KM) vsak
- Potovalna hitrost: 800 km/h (497 mph; 432 kn)
- Dolet: 3 300 km (2 051 mi; 1 782 nmi) z maks. tovorom
- Višina leta (servisna): 10 100 m (33 136 ft)